# Alei Zahav
Alei Zahav (en hebreo: עֲלֵי זָהָב, iluminado. Hojas Doradas) es un asentamiento israelí organizado como un asentamiento comunitario ubicado en el extremo occidental del norte de Cisjordania, en la gobernación palestina de Salfit. Es adyacente a las ciudades palestinas de Deir Ballut y Kafr ad-Dik, cuyas tierras fueron confiscadas para la construcción de Alei Zahav.El asentamiento, bajo el gobierno municipal administrativo del Consejo Regional de Shomron, está adyacente a Peduel y Beit Aryeh. En 2021 su población era de 4.280 habitantes.
Los asentamientos israelíes son ilegales según el derecho internacional. El artículo 49 del Cuarto Convenio de Ginebra, del que Israel es firmante, especifica que «la Potencia ocupante no podrá efectuar la evacuación o el traslado de una parte de la propia población civil al territorio por ella ocupado». El 19 de julio de 2024, la Corte Penal Internacional dictaminó que los asentamientos israelíes «violan el derecho internacional» y ordenó que Israel debe «detener los asentamientos y evacuar a los colonos».

## Historia
Fundado en 1983 en tierras que Israel consideraba estatales por israelíes judíos no ortodoxos de los movimientos Beitar y Herut, el asentamiento alberga ahora a unas 120 familias. La ciudad lleva el nombre de Aliza Begin, la esposa del ex primer ministro israelí Menachem Begin. El nombre original de la ciudad era Yoezer.
Ahora se está expandiendo hacia un asentamiento llamado Leshem.
Alei Zahav se fundó en tierras que Israel confiscó a las ciudades palestinas de Deir Ballut y Kafr ad-Dik.